# Visioni (Magic)
Visioni (Visions in inglese) è un'espansione del gioco di carte collezionabili Magic: l'Adunanza, edito da Wizards of the Coast. In vendita in tutto il mondo dal 3 febbraio 1997, è il secondo set di tre del blocco di Mirage, che comprende anche Mirage e Cavalcavento.

## Caratteristiche

Il simbolo dell'espansione

Visioni è composta da 167 carte, stampate a bordo nero, così ripartite:
- per colore: 25 bianche, 25 blu, 25 nere, 25 rosse, 25 verdi, 15 multicolori, 19 incolori, 8 terre.
- per rarità: 62 comuni, 55 non comuni e 50 rare.

Il simbolo dell'espansione è il triangolo della guerra di Zhalfir o la lettera V stilizzata, e si presenta in bianco e nero indipendente dalla rarità delle carte.
Visioni è disponibile in bustine da 15 carte casuali e in 4 mazzi tematici precostituiti da 60 carte ciascuno:
- Wild-Eyed Frenzy (rosso)
- Legion of Glory (bianco)
- Savage Stompdown (verde/rosso)
- Unnatural Forces (nero/blu)

Visioni fu presentata in tutto il mondo durante i tornei di prerelease il 11 gennaio 1997.
Nessuna carta del set è stata ristampata da espansioni precedenti.

## Novità
Visioni non propone nuove abilità ma sviluppa quelle già introdotte nel set precedente, come Aggirare e Fase.